# Panama (TV-serie)
Panama är ett magasinprogram från 2010 som sändes i 8 delar under hösten 2010 på SVT2, med Thomas Gylling som programledare.
Panama handlade framförallt om specialeffekter och visuella filmer från nätet som visades och det dök upp en del kända svenska artister och skådespelare som gästade Gylling och de diskuterade filmklippen.
De gäster som medverkade var bland andra Robyn, Peter Wahlbeck, Nour El Refai, Thomas DiLeva, Petter och Gustaf Skarsgård.
Parallellt med programmet finns videosajten svt.se/panama, som fungerar som ett klipparkiv för reklam och videokonst. 